# 布拉涅沃縣

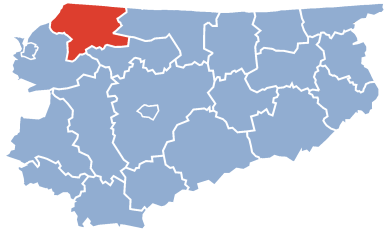

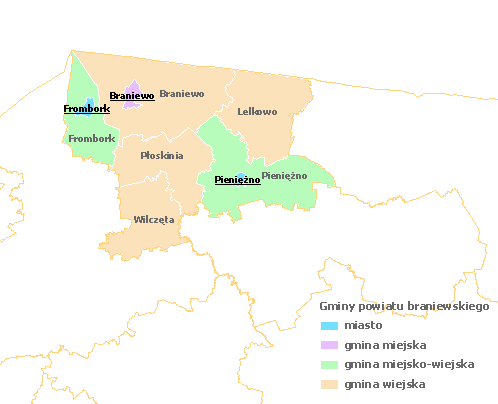

54°23′N 19°50′E / 54.383°N 19.833°E
布拉涅沃縣（波蘭語：Powiat braniewski），是波蘭的縣份，位於該國東北部，由瓦爾米亞-馬祖里省負責管轄，首府設於布拉涅沃，面積1,205平方公里，2006年人口43,781，人口密度每平方公里36人。